# نووه کرامسکو
نووه کرامسکو (به لهستانی: Nowe Kramsko) یک روستا در لهستان است که در گمینا بابیموست واقع شده‌است.
 نووه کرامسکو  ۸۵۴ نفر جمعیت دارد.